# Alain Senderens
Alain Senderens (* 2. Dezember 1939 in Hyères; † 25. Juni 2017 in Saint-Setiers) war ein französischer Koch der Nouvelle Cuisine. Die französische Tageszeitung Le Figaro bezeichnete ihn als Erfinder der perfekten passenden Weinbegleitung zum Degustationsmenü.

## Leben
Senderens machte die Ausbildung zum Koch im Ambassador Hotel in Lourdes. In Paris arbeitete er in den Restaurants La Tour d’Argent und von 1963 bis 1965 im Lucas Carton, das er zwanzig Jahre später erwarb. Danach wurde er Sous-Chef im Restaurant des Hilton in Paris am Flughafen Paris-Orly.
Im Jahr 1968 eröffnete Senderens das Restaurant L’Archestrate in Paris. 1978 erhielt das Restaurant drei Sterne im Guide Michelin.
1985 erwarb er das Jugendstil-Restaurant Lucas Carton, das sich gegenüber der Kirche La Madeleine befindet. Es wurde ebenfalls mit drei Sternen ausgezeichnet. 1997 übernahm Paul-François Vranken Anteile des Restaurants, die dann in den Besitz des japanischen Brauers Asahi Beer kamen.
Im Jahr 2005 war er der bisher einzige Koch, der auf seine drei Michelin-Sterne verzichtete. Er erklärte, er könne kein bezahlbares Menü kochen und gleichzeitig die vom Michelin verlangten Standards halten. Er nannte das Restaurant in Senderens um und ließ das Jugendstil-Restaurant von Noé Duchaufour-Lawrance behutsam renovieren. Er reduzierte die Preise um zwei Drittel: "Ich konnte es mir einfach nicht mehr leisten, für eine Mahlzeit 380 Euro pro Person zu verlangen. Ich schämte mich und spürte, dass die Kunden dieses Übermaß an Luxus satt hatten." Das Restaurant Senderens wurde von Michelin mit zwei Sternen ausgezeichnet.
2013 verkaufte Senderens seine Anteile am Restaurant an seinen Partner. Gemeinsam entscheiden sie, dem Restaurant wieder den Namen Lucas Carton zu geben. Im Juli 2014 verließ Senderens das Restaurant. 2017 wurde das Restaurant mit einem Michelin-Stern ausgezeichnet.

## Bedeutung
Die New York Times nannte ihn einen Gründungsvater der Nouvelle Cuisine. Er gilt als Erfinder des Degustationsmenüs mit perfekt ausgesuchter Weinbegleitung.
Senderens bildete eine Reihe von Köchen aus, so Alain Passard, der das L'Archestrate von Senderens übernahm und es in Arpège umbenannte (drei Michelin-Sterne), Alain Solivérès, Christian Le Squer (drei Michelin-Sterne) oder Karl Ederer (ein Michelin-Stern).